# Безбојни Цукуру Тазаки и његове године ходочашћа
Безбојни Цукуру Тазаки и његове године ходочашћа (јап. 色彩を持たない多崎つくると、彼の巡礼の年) тринаести је роман јапанског књижевника Харукија Муракамија, који је издат 12. априла 2013, у Јапану, где је за месец дана распродат тираж од милион примерака. Роман приповеда о Цукуру Тазакију, конструктору железничких станица, који након 16 година покушава да расветли разлог због којег су га пријатељи изненада одбацили.
За разлику од већине Муракамијевих романа у којима је присутан магијски реализам, „Безбојни Цукуру Тазаки и његове године ходочашћа“ базиран је на реалистичном заплету, те су га поједини књижевни критичари поредили са Норвешком шумом. Препознатљиве теме у књижевним остварењима овог јапанског писца, попут меланхолије, усамљености, мистериозних неразјашњених ситуација, одрастања и љубави, разрађене су и у овом роману. Као један од лајтмотива појављује се Листова композиција за клавир Године ходочашћа, која се помиње и у самом наслову.
Роман се нашао на списку од 100 значајних књига 2014. по избору Њујорка Тајмса, затим у ужем избору за Независну награду за прозу ван енглеског говорног подручја, али и у ужем избору за награду која се додељује најлошијем опису сексуалног односа у књижевном делу.
Превод на српски језик Наташе Томић изашао је у децембру 2013. у издању Геопоетике.